# Вейовис

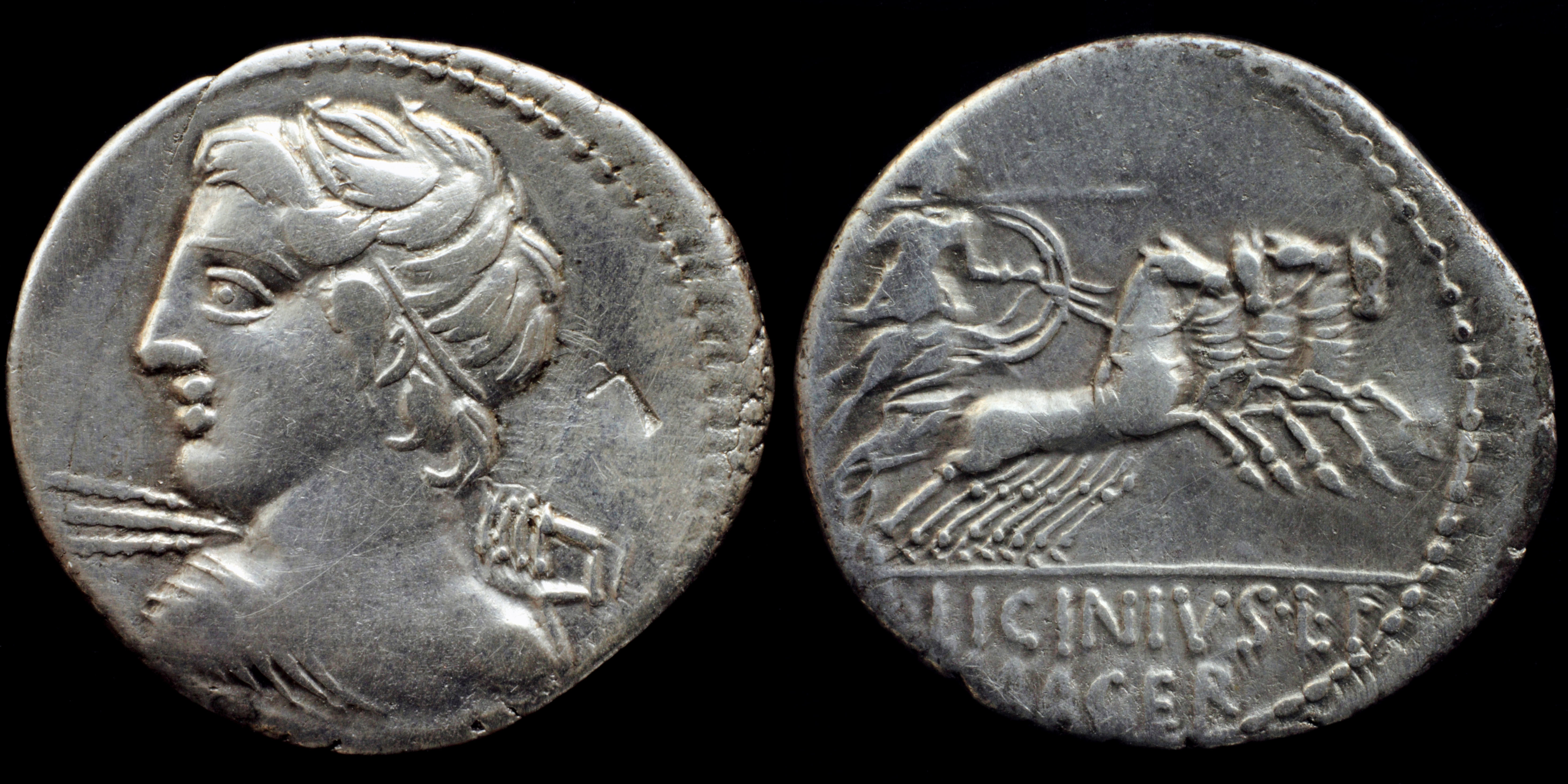
Увенчанный диадемой Вейовис, мечущий молнии (слева) на серебряном денарии Лициния Макра (84 год до н.э.)

Вейовис (лат. Vējovis, также Ведиовис из др.-лат. Vēdiovis, от лат. vē- — приставка, ослабляющая или усиливающая значение исходного слова и лат. Jovis — «Юпитер») — хтонический бог подземного мира в древнеримской мифологии, Юпитер подземного царства, противопоставлявшийся светлому небесному Юпитеру. Иногда отождествлялся с юным Юпитером. Культ Вейовиса не имел широкого распространения и был впоследствии вытеснен культом Диспатера.
В античных источниках упоминаются два храма Вейовиса в Риме: на Капитолийском холме — лат. Veiovis in Capitolio и лат. aedes in insula Vediovis — храм на острове на Тибре (современная Тиберина), упоминаемые Титом Ливием и Овидием.
Культ Вейовиса был заимствован из Альбы, легендарной родины Ромула и Рема, во время поздней республики Вейовис считался покровителем рода Юлиев, которые посвятили ему алтарь «по альбанскому ритуалу». Расположение храма Вейовиса на Капитолии античные авторы описывали как лат. inter duos lucos — «меж двух рощ», то есть в ложбине между двух священных рощ Капитолия в которой, согласно Овидию, Ромул основал священное убежище, в котором предоставлялось гостеприимство беженцам из Лация при основании Рима, статуя Вейовиса в этом храме изображала вооруженного стрелами юношу с козой (хтоническим животным) у его ног. Благодаря стрелам — атрибутам Аполлона — Вейовис иногда отождествлялся с последним.
В 1939 году во время раскопок на Капитолии у Табулария были обнаружены остатки храма Вейовиса. Целла храма отличается необычными для античных храмов пропорциями, будучи в ширину почти в два раза больше, чем в глубину (15х8.9 м), в остатках храма была найдена поврежденная статуя Вейовиса в образе обнаженного юноши с плащом, покрывающим левое плечо и руку, соответствующая описанию Овидия. Храм был облицован травертином, фасад был исполнен в виде четырехколонного портика. При раскопках было выявлено три перестройки храма, последняя из которых датируется первой четвертью I века н. э. При Домициане пол и стены целлы были облицованы цветным мрамором.